# Aleksandr Kacałapow
Aleksandr Kacałapow (ur. 1986) – rosyjski piłkarz, grający jako obrońca. Od 2017 zawodnik Araratu Moskwa.
Wychowanek Rotora Wołgograd. W latach 2009–2012 zawodnik Urału Jekaterynburg. W latach 2013–2015 w Torpedo Moskwa. W sezonie 2016/17 zawodnik FK Ufa. Jesienią 2016 występował w FK Orenburg.